# 北海道道347号赤川函館線
北海道道347号赤川函館線（ほっかいどうどう347ごう あかがわはこだてせん）は、北海道函館市内を結ぶ一般道道（北海道道）である。

## 概要

### 路線データ
- 起点：北海道函館市亀田中野町（新中野ダム付近[1]）
- 終点：北海道函館市北浜町・港町1丁目（国道227号・北海道道633号函館港線交点[1]）
- 総延長：10.477 km
- 実延長：10.420 km
- 重用延長：0.057 km

### 道路管理者
- 渡島総合振興局 函館建設管理部 事業課

## 歴史
- 1961年（昭和36年）3月31日 - 路線認定[2]。
- 1998年（平成10年）3月31日 - 終点変更[3]
  - 工事に伴うもので、国道5号とJR北海道函館本線の高架橋（五稜郭跨線橋）を越えた後、右折して大野新道（現・函館市道）に入り、有川通（同）を経て国道227号交点（同国道・有川跨線橋南側）に至る経路に変更された。
- 2003年（平成15年）7月29日 - 現終点に変更[4]

なお、歴史上の後者2項目における路線変更が行われた事により、地図によっては五稜郭跨線橋→大野新道（現・函館市道）→有川通（同）→国道227号有川跨線橋南側の経路で表記されている物と、五稜郭跨線橋からそのまま直進して国道227号・北海道道633号函館港線の交点に至る経路で表記されている物が混在しているが、現在においては後者が正しいものとなっている。

## 路線状況

### 道路施設

#### 主な橋梁
- 五稜郭跨線橋（195 m、函館本線、函館市亀田本町 - 函館市港町）

## 地理

### 通過する自治体
- 渡島総合振興局
  - 函館市

### 交差する道路
函館市
- 函館新外環状道路 赤川IC - 赤川町
- 北海道道100号函館上磯線 - 美原1丁目・2丁目
- 国道5号 - 亀田町・亀田本町（副道により接続）
- 国道227号 - 北浜町・港町1丁目（終点）
- 北海道道633号函館港線 - 北浜町・港町1丁目（終点）

### 沿線にある施設など
函館市
- 赤沼本山妙要寺
- 道南四季の杜公園
- 公立はこだて未来大学
- 笹流ダム
- 函館赤川郵便局
- 函館地方気象台
- 北海道銀行美原支店
- NHK亀田ラジオ放送所
- 函館市医師会病院
- 五稜郭公園
- みちのく銀行亀田支店
- 北海道函館盲学校
- 函館市立亀田小学校
- 五稜郭駅前郵便局
- 函館新聞社